# Talisay (Camarines Norte)
Talisay is een gemeente in de Filipijnse provincie Camarines Norte op het eiland Luzon. Bij de laatste census in 2007 had de gemeente bijna 23 duizend inwoners.

## Geografie

### Bestuurlijke indeling
Talisay is onderverdeeld in de volgende 15 barangays:
| - Binanuaan - Caawigan - Cahabaan - Calintaan - Del Carmen - Gabon - Itomang - Poblacion | - San Francisco - San Isidro - San Jose - San Nicolas - Santa Cruz - Santa Elena - Santo Niño |

## Demografie
Talisay had bij de census van 2007 een inwoneraantal van 22.942 mensen. Dit zijn 1.433 mensen (6,7%) meer dan bij de vorige census van 2000. De gemiddelde jaarlijkse groei komt daarmee uit op 0,89%, hetgeen lager is dan het landelijk jaarlijks gemiddelde over deze periode (2,04%). Vergeleken met de census van 1995 is het aantal mensen met 5.101 (28,6%) toegenomen.

De bevolkingsdichtheid van Talisay was ten tijde van de laatste census, met 22.942 inwoners op 30,76 km², 745,8 mensen per km².